# Idaea faroulti
Idaea faroulti är en fjärilsart som beskrevs av Rothschild 1914. Idaea faroulti ingår i släktet Idaea och familjen mätare. Inga underarter finns listade i Catalogue of Life.